# 伊尔什兰
伊尔什兰（法語：Hirschland，发音：[iʁʃland] 或 [iʁʃlant]）是法国下莱茵省的一个市镇，属于萨韦尔讷区和英维莱尔县（Ingwiller）。该市镇总面积10.73平方公里，2009年时的人口为331人。

## 人口
伊尔什兰人口变化图示